# Pusztai János (író)
Pusztai János (Írói név. Polgári neve: Pászkán János) (Szatmárnémeti, 1934. június 19. – Budapest, 2014. augusztus 29.) erdélyi magyar prózaíró.

## Életútja
Szülővárosában végzett fémipari szakiskolát (1952), s utána rövid időre a szatmári Dolgozó Nép szerkesztőségébe került (1952-53), onnan pedig háromévi katonáskodás (1954-57) után a szatmári Unió gyárba lakatosnak. 1953-ban már néhány versét közölte az Utunk és más lapok is, így nem véletlen, hogy 1957-ben a Bányavidéki Fáklyához hívják riporternek. Saját bevallása szerint azonban nem szerette az újságíróskodást, kollégáival sem tudott kijönni, ezért 1964-ben megválik a laptól, s az újságíróskodással is végleg felhagy. Rövid ideig Nagyszebenben, majd 1990-ig Nagybányán szerszámlakatosként dolgozik.
Noha 1953-tól több mint két tucat verse s csupán egy karcolata jelent meg a lapokban, úgy érzi, hogy igazi műfaja az önéletrajzi elemekre alapozott regény. Egy riportban vallja: mindig is író akart lenni, de nem elégítette ki az, hogy egyszerűen „munkásíró” legyen. Biztató hatással volt rá Balogh Edgár, akit 1963-ban írásaival felkeresett, s akivel aztán majdnem tíz éven át levelezett. „... te dokumentációs, vastag naturalista vonású, életélményes vagy... – írta neki Balogh Edgár 1965-ben –, de fel kell verekedned magad teljes művésziségre, európai szintre” (Korunk, 1976/9).
Első kisregénye, a Meglesett élet, amely az Ösvény a világba című Forrás-kötetében (1965) jelent meg, tulajdonképpen két nagy elbeszélését fogja egybe. A kritika elismeréssel fogadta, bírálói észrevették, mennyire igényes önmagával szemben, s azt is, hogy egyedül küzdött meg mondanivalójának művészi kifejezéséért. Szilágyi Júlia „rézkarc-tömörségű” jellemábrázolását emelte ki, s azt, hogy nem tesz semmit hozzá a valósághoz, hanem tapasztalatait közli, ami realizmusának legfőbb erénye (Korunk, 1966/2).
Illés szekerén című következő, 1969-ben megjelent regényének cselekménye az 1940-es évek végétől az ötvenes évekig terjedő időt fogja át. A regény hőse, Ifjú György passzív hős, az örök kisember, aki azonban nem képes megrázkódtatás nélkül belesimulni az új világba. Nem szívderítő olvasmány – jegyzi meg a könyvről Gálfalvi György –, de kiemeli „irodalmunk e magányos szegénylegénye” írói felelősségérzetét, fegyelmezett, lényegre törő írásmódját. „Az egykor költőként induló Pusztai elsősorban a nyelvi tömörítő erőt és plasztikusságot hozta magával” – állapítja meg (Igaz Szó, 1970/2). Különben Pusztai maga vallja, hogy regényei a „valóságirodalomhoz” tartoznak. „De sokoldalúbban és teljesebben igyekszem a valóságot ábrázolni, mint a leszűkített értelemben vett valóságirodalom, aminek címén tőlem csak a tények egyszerű regisztrálását kívánták” (Igaz Szó, 1970/2). Nagy Istvántól, akit különben szellemi atyjának tekintett, nem csak az idők és a helyszínek eltérése különbözteti meg, hanem a maga világának sémáktól megszabadított látásmódja is. „Az író nem lehet a termelésben író” – mondja egy beszélgetés során Kántor Lajosnak, majd így folytatja: „A különböző helyzetek teljesen élethű leírását akarom ötvözni a korszerű írástechnikával [...] Továbbra sem törekszem [...] látványos irodalomra [...], hanem a már eddig alaposan megismert környezet szigorú, könyörtelen ábrázolását tartom fontosnak. A munkás belső világa érdekel engem” (Korunk, 1973/3).
Közel egy évtized telik el, amíg újra jelentkezik, s rövid egymásutánban két regénnyel is (A sereg. 1978; Zsé birtoka. 1979). Előbbi egy visszavonuló vesztes hadsereg névtelen tábori cipészének cselekvéseit-gondolatait a középpontba állítva sugallja „a történelmi tudatosság szintje alá nyomott, vak engedelmességre kárhoztatott személyiség” torzulását; utóbbi egy „történelmi időn kívüli parabolikus látomás” felidézésével azt példázza, hogy „az önkényes, önérdekű hatalom [...] puszta biológiai megmaradásért folytatott, cselekvési alternatíva nélküli küzdelem animális sorsába süllyeszti az embert” (Bertha Zoltán). Az eltelt idő a kiadás lehetőségének kivárását jelentette, az író azonban mondanivalójához újszerű kifejezési eszközt is kicsiholt. Amint maga vallja: eszménye az volt, hogy amit leír, „az tapintható, ízlelhető, szagolható legyen. Ehhez azonban sűrítettebbé kellett tennem a szövegemet: lemondtam a moralizálásról [...], mellőztem a kommentárokat, s a dolgok teljes megjelenítését egy átgondolt jelképrendszer szolgálatába állítottam [...] Burjánzóbbá lettek a mondataim, de pontosan így szolgálják azt a hatást, amit el akarok érni” (Igaz Szó, 1979/2).
Saját bevallása szerint, a Zsé birtoka „a rettegés és kitaszítottság könyve”, A sereg „a legyőzetés könyve”. A két regény hazai kritikusai megírásuk kivételes írói teljesítményét emelik ki: Mózes Attila szerint „... óriási stílusbravúrnak vagyunk tanúi: a stílus kétségbeesett küzdelme ez a valóság ellen, azzal, hogy maximálisan leképezi azt; a cselekmény értelmetlensége ellen, s ebben a küzdelemben önállósul: eszközből céllá lép elő, s önálló életet kezd, zsarnokká válik. Az író zsarnokává is, aki erőszakos gesztussal [...] egyszerűen megszakítja a mellérendelések áradatát” (Korunk, 1980/5). A vert sereg mozdulatairól, érzéseiről, cselekvéseiről, gondolatvilágáról személytelenül szól, de „múlt idejű igealakjainak halmozásával, ami a sorjázásban annyira személytelenné teszi ezt a mozgást, hogy a személytelenségben válik általánossá minden cselekedet”.
1984-ben megjelent Futótűz című regényével egy trilógia indul, a Tatárjárás. Pusztai írástechnikáját tekintve az előbbi regényeit folytatja: „lenyűgöző stilisztikai veretességgel, árnyalatossággal, a középkori miniatűrökre és a pointillizmus vagy a konkrét divizionizmus egyéb képzőművészeti válfajaira egyaránt emlékeztető festői aprólékossággal” (Bertha Zoltán). A cselekménykeret azonban ez alkalommal a tatárjárás kora, s hőse egyszerű kovácsmester, aki a nyilvánvalóan közeledő veszedelem küszöbén éli a maga megszokott életét, miközben tudatát és tudattalanját már hatalmába kerítette a pusztulás réme. Korántsem hagyományos utat járó történelmi regény ez, Pusztai úgy beszél az évszázadokkal ezelőtti emberekről, eseményekről, mintha csak pár évvel ezelőtt találkozott volna velük. Nem törekszik korhűségre – állapítja meg Nagy Pál –, ezért van benne annyi anakronizmus, ezek azonban nem zavarják az olvasót. Hiszen a szereplők sorsában, életérzésében a maguk idejére, életérzéseire ismernek rá. Az író „semmit sem adott fel írói eszményeiből; azzal, hogy prózáját szemmel láthatólag megtisztította a túlburjánzó bozótoktól és olvasmányosabbá tette, tehetségének újító erejéről nyújtott beszédes tanúbizonyságot” (Igaz Szó, 1985/3).
A könyv megjelenését a Kriterion ellen foganatosított retorziók követték; a trilógia folytatása így csak a rendszerváltás után következhetett. Ekkor azonban már kiadásra vártak (s a Helikonban közölt részletek révén ismertté is váltak) az Önéletrajz kötetei.
Az író 1979-ben elnyerte a Pezsgő-díjat, 1979-ben, 1980-ban és 1983-ban a Romániai Írószövetség prózadíját; 1990-ben Mikes Kelemen-díjjal tüntették ki.
A Román Televízió magyar műsorszerkesztősége 1990-ben, a Duna Televízió 1994-ben készített róla portréfilmet. Vígh István festményen, Léta László grafikában, Tőrös Gábor plaketten örökítette meg arcvonásait.

## Művei
- Ösvény a világba / Meglesett élet; bev. Földes László; Irodalmi, Bukarest, 1965 (Forrás)
- Illés szekerén. Regény. 1969
- A sereg. Regény. 1978 (újrakiadása Budapest, 1983)
- Zsé birtoka. Regény. Kolozsvár, 1979
- Futótűz. Regény. 1984
- Hamu. Regény. Budapest–Bukarest, 1992
- Parázs. Regény. 1996
- Csapdában. Regény. 1999
- Önéletrajz. I-III. Budapest, 1999
- Árpád háza. Ősregény 199 rovásban; Püski, Bp., 2009
- ...Öregség 1-3.; Püski, Bp., 2012–2014